# Gaston Planté

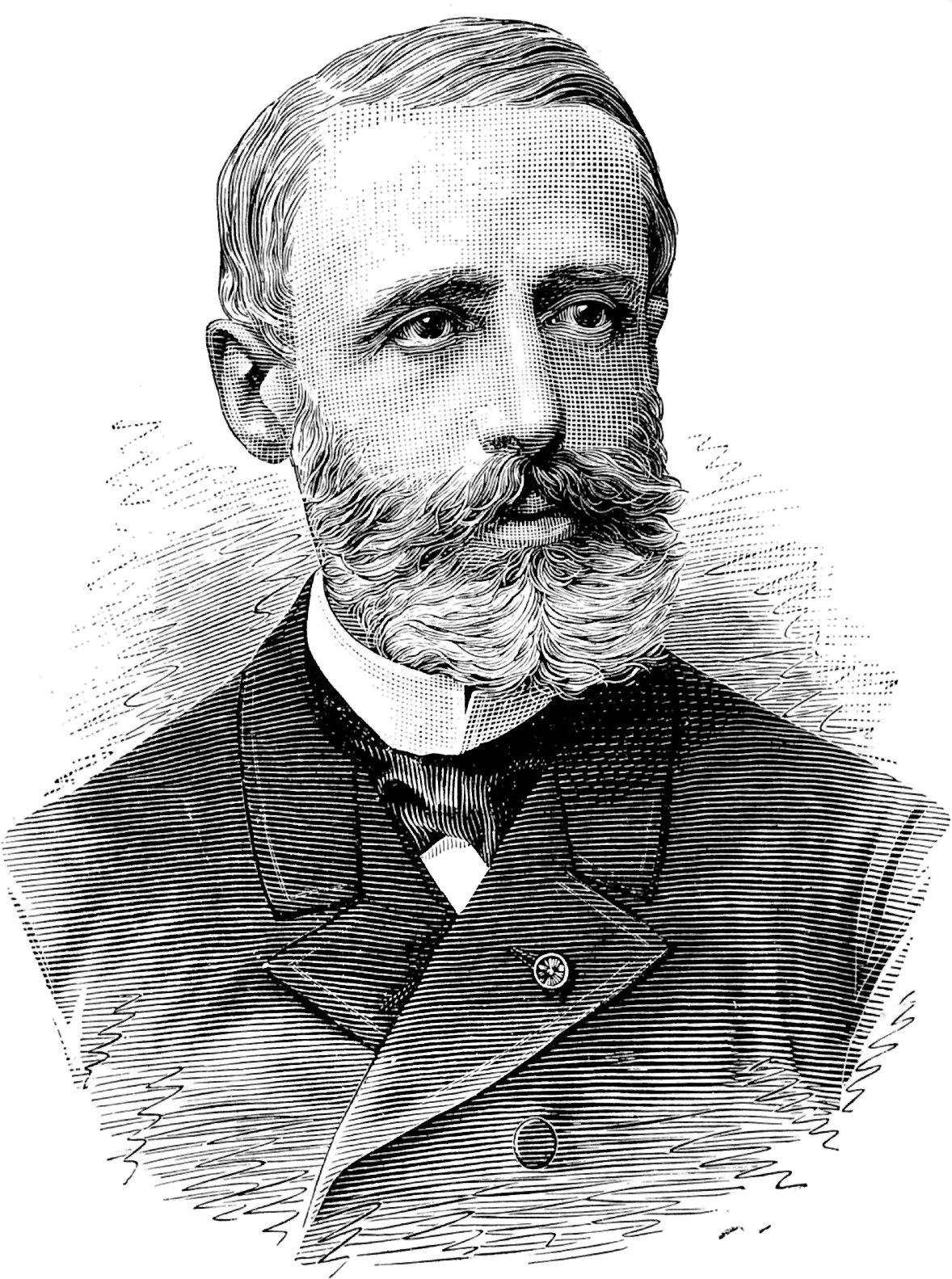
Gaston Planté

Gaston Planté (n. 22 aprilie 1834 la Orthez – d. 21 mai 1889 la Meudon) a fost un fizician francez, cunoscut pentru faptul că în 1859 a inventat acumulatorul cu plumb.
Acest tip de acumulator a devenit ulterior primul tip de baterie reîncărcabilă aflată în uz comercial.